# Guengat
Guengat é uma comuna francesa na região administrativa da Bretanha, no departamento de Finistère. Estende-se por uma área de 22.72 km². Em 2010 a comuna tinha 1 835 habitantes (densidade: 80,8 hab./km²).